# Tamarixia pubescens
Tamarixia pubescens är en stekelart som först beskrevs av Christian Gottfried Daniel Nees von Esenbeck 1834.  Tamarixia pubescens ingår i släktet Tamarixia och familjen finglanssteklar. Arten är reproducerande i Sverige. Inga underarter finns listade i Catalogue of Life.